# アカオニ・スタジオ
アカオニ・スタジオ（Akaoni Studio S.L.）は、家庭用ゲームソフトの開発、販売を行うスペインのゲームメーカー。

## 概要
ヒット作は、デビュー作でもあるWiiウェア用ソフト『ゾンビ イン ワンダーランド』。日本ではマーベラスエンターテイメントが販売した。